# مغامرات سامي (فلم)
مغامرات سامي (بالإنجليزية: Sammy's Adventures) فيلم رسوم متحركة ثلاثي الأبعاد بلجيكي من إخراج (بين ستسن) صدر في 4 أغسطس 2010.

يخرج سامي السلحف إلى رحلة كبيرة من المغامرات المثيرة حول العالم، في انحاء المحيطات. هذه الرحلة يقوم بها جميع السلاحف قبل العودة إلى الشاطيء الذي ولدوا فيه. يواجه سامي الكثير من الصعوبات ويمر بالمغامرات الصعبة ويعرّض نفسه للمخاطر ليعيد حبيبته.

## وصلات خارجية
- مقالات تستعمل روابط فنية بلا صلة مع ويكي بيانات